# Lac Ampère
Pour les articles homonymes, voir Ampère (homonymie).
Le lac Ampère est situé sur la Grande Terre des Kerguelen dans les Terres australes et antarctiques françaises au sud-est de la calotte glaciaire Cook.
Il apparait dans les années 1960 à la suite du retrait du Glacier Ampère. Le lac se forme alors à l'arrière de la moraine frontale du glacier. Il prend dans les années 2000 la forme d'un Y. En amont le glacier vêle encore ses icebergs directement dans le bras est du lac.
Le lac Ampère occupe l'extrémité nord d'un fossé tectonique qui se prolonge au sud par la plaine Ampère et la baie de la Table.